# John Nelson Darby
John Nelson Darby (né le 18 novembre 1800 et mort le 29 avril 1882) est un prédicateur évangélique,, du mouvement des Assemblées de Frères et le fondateur du mouvement des frères « étroits » (Exclusive Brethren), ainsi qu'un traducteur en plusieurs langues de la Bible.

## Biographie

### Jeunesse

#### Naissance et origines
John Nelson Darby naît à Londres le 18 novembre 1800 dans la Cité de Westminster au sein d'une famille anglo-irlandaise influente. Il est le neveu de l'amiral de la Royal Navy Henry D'Esterre Darby et le beau-frère d'Edward Pennefather (en), qui sera Lord Chief Justice of Ireland (en). Son grand-père, Samuel Vaughan (en), un ami de Benjamin Franklin, est connu pour avoir planifié la plantation du jardin de l'Independence Hall, à Philadelphie, où fut signée la déclaration d’indépendance des États-Unis.
Ses parents, John Darby et Anne Vaughan, se marient à New-York en 1784. En 1800, John Nelson est le huitième de leurs neuf enfants. Son père est un riche marchand anglo-irlandais. Il possède une maison à Londres et il a hérité, peu avant la naissance de John Nelson, de la propriété familiale, le château de Leap, en Irlande. Ainsi, le jeune Darby passe son enfance et sa jeunesse entre Londres et l'Irlande, où il fait ses études, et où habite une partie de sa famille.

#### Éducation
Darby fait ses études en humanités à la Westminster School puis entre au Trinity College à Dublin en 1815, où il termine médaillé d'or en Humanités classiques en 1819,. Il devient ensuite avocat : le 9 novembre 1819, il rejoint la Lincoln's Inn à Londres, puis est admis au barreau d'Irlande en janvier 1822,. Pendant l'été 1820 ou 1821, il s'intéresse au christianisme et il abandonne rapidement sa carrière pour se consacrer au service religieux,.

#### Darby entre dans les ordres de l'Église anglicane
En 1825, Darby est ordonné diacre, puis Curate (en) de l'Église anglicane l'année suivante, par William Maggee (en), archevêque de Dublin. Il est ordonné au service pour la paroisse de Calary dans le comté de Wicklow, une région pauvre et rurale largement catholique. Darby devient alors un ecclésiastique convaincu. Il déclare : « j'ai beaucoup pensé à Rome, à sa sainteté, à sa catholicité et à son antiquité. … J'ai jeûné pendant le Carême … J'allais toujours voir mon prêtre quand je voulais recevoir le sacrement, afin qu'il en juge. Je reconnaissais pleinement la succession apostolique, et qu'elle était le seul canal de la grâce. Je considérais donc que Luther, Calvin et leurs disciples étaient exclus. … J'ai cherché avec une diligence sérieuse les preuves de la succession apostolique en Angleterre… ». Darby parcourt la campagne souvent à pied, et souvent sans nourriture, de chaumière en chaumière, pour convertir les catholiques de sa paroisse,. Il se consacre pleinement à son service mais en février 1827, l'archevêque de Dublin signe une pétition pour requérir la protection de la chambre des communes vis-à-vis des tensions interreligieuses ayant lieu en Irlande. Darby proteste par écrit contre la pétition,. Selon Darby, l'Église doit rester indépendante du pouvoir civil et ne doit pas sacrifier son pouvoir spirituel au profit de sa sécurité,. Ces événements ont profondément troublé Darby, et il commence à prêcher Christ et l'amour de Dieu. Il ne cherche pas à s'opposer à l'Église, mais à s'opposer à l'erreur. En novembre de la même année, Darby est victime d'un accident à cheval, et il rentre passer l'hiver en convalescence à Dublin chez sa grande sœur Susannah et son beau-frère Edward Pennefather (en), chez qui il fait la connaissance de Francis Newman (en). Il ne reprendra jamais son service à Calary.

### Émergence des Assemblées: 1827-1845

#### Début du mouvement à Dublin
À Dublin, Darby rencontre également de jeunes chrétiens qui partagent les mêmes idées que lui, notamment Edward Cronin (en), Anthony Norris Groves ou J. G. Bellet. Ils se réunissent périodiquement pour prier ensemble et étudier les prophéties bibliques non réalisées. Rapidement, ces chrétiens sont convaincus que le Christ reviendra bientôt pour enlever son Église. Ils concluent également qu'ils sont appelés à se « réunir en toute simplicité en tant que disciples [de Christ], sans attendre une quelconque chaire ou un quelconque ministère, mais en faisant confiance au Seigneur pour [s']édifier ensemble en exerçant le ministère qui lui plaît ». Ayant cette liberté, les deux ou trois réunis à Dublin commencent à « rompre le pain » dans une petite chambre, c'est-à-dire, à commémorer le sacrifice de Jésus-Christ sur la Croix et sa résurrection par Dieu. Forts de cette espérance, plusieurs quittent Dublin pour prêcher Christ ressuscité. Groves, Cronin (en) et Newman (en) partent en Asie. Darby continue à prêcher Christ en Irlande et en Angleterre.

#### Benjamin Newton et lesFrères de Plymouth
En mai 1830, Darby se rend à Oxford où il rencontre Benjamin Wills Newton (en), un ami de Newman (en), Fellow au Collège d'Exeter et originaire de Plymouth. Newton l'y invite pour des réunions d'études bibliques qui seront organisées dans une chapelle appartenant à G. V. Wigram (en), lui aussi Curate de l'église anglicane. Le petit rassemblement est non-dénominationel. Il suit les mêmes principes qu'à Dublin: se rassembler simplement autour de Christ et commémorer sa mort et sa résurrection par la fraction du pain jusqu'à ce qu'il revienne enlever son église. Ceux qui se joignent au petit rassemblement sont reçus sur la base de leur foi en Christ seulement. De nombreux efforts sont engagés pour diffuser ces principes. Newton lance avec d'autres un périodique, le Christian Witness, dans lequel Darby écrit régulièrement. Darby voyage dans toute l’Angleterre alors que des rassemblements similaires apparaissent, à Londres, à Bristol, et dans beaucoup d'autres villes, pour prier, étudier la Bible, et rompre le pain « sans d'autre centre que Christ, d’autre énergie pour rassembler que le Saint Esprit, d’autre autorité que la parole de Dieu, d’autre caractéristique que la sainteté de la vie et la pureté de la doctrine (...), en s’attendant au Seigneur Jésus Christ, pour qu’Il édifie [les croyants] par la bouche de celui qu’Il voudra ». Darby se rassemble avec ces croyants, et tient ou participe régulièrement à diverses réunions et conférences où il expose et commente la doctrine chrétienne, à l'image notamment des conférences de Powerscourt, organisées chez son amie Theodosia Wingfield, ou plus tard à Genève, où il traite des questions eschatologiques et développe la vision dispensationnaliste. Darby continue également à prêcher dans l'Église anglicane, notamment à Limerick et Cork, en sa qualité de Curate, et partout où l'occasion se présente. Newton reste à Plymouth et prêche la parole régulièrement. Des centaines de croyants se joignent au rassemblement. Entre eux, ils s'appellent « frères » et « sœurs » en référence aux écrits bibliques,,,, si bien que dans toute l'Angleterre, on qualifiera bientôt ce mouvement de « Frères de Plymouth »,,,

#### Darby voyage en Suisse
Le 31 décembre 1836, Theodosia Wingfield décède. Peu après, Darby quitte l'Irlande, son champ missionnaire principal depuis qu'il avait rejoint les ordres, et part s'installer en Suisse, où il restera environ huit ans. Darby a appris que des églises évangéliques ont des pratiques similaires à Plymouth, dans le canton de Vaud (Groves a rencontré des chrétiens à Genève en 1834 pendant un voyage missionnaire). En effet, au moment du Réveil autour des années 1820, des chrétiens en Suisse se sont séparés de l'église nationale (les nationaux) et ont formé des communautés chrétiennes indépendantes (les dissidents), telles que l'église du Bourg-de-Four à Genève. Ils se sont séparés pour des raisons un peu similaires à celles des Frères de Plymouth quand ces derniers ont commencé à se réunir ensemble: une recherche de plus de piété et d'une plus grande pureté morale et doctrinale. En même temps, des différences fondamentales existent entre les principes de ces églises et ceux mis en avant par les Frères, au sujet de la formation d'églises indépendantes, ou au sujet du sacerdoce universel,.
Malgré ces divergences, Darby rejoint l'église du Bourg-de-Four en 1837 et se réjouit de l'accueil qu'il y reçoit. Il loge pendant un temps chez un de leurs pasteurs. Il commence à écrire et prêcher en français. Ses prédications sont reçues avec beaucoup d'enthousiasme. En 1840, Darby prêche l'Attente actuelle de l'Église en onze soirées à l'Église réformée du Sacré-Cœur à Genève. On dit de lui qu'il apporte « enfin une connaissance vraiment approfondie des vérités du salut ». Il organise ensuite, pour une douzaine de jeunes qui souhaitent devenir missionnaires, des études bibliques chez lui pendant un an,. Toutefois, Darby n'est pas satisfait. Depuis son arrivée, il s'est bien gardé de souligner ses divergences avec ses frères du Canton de Vaud, et il a maintenant l'impression de perdre son temps dans son ministère en Suisse. Il y remédie en 1841 en publiant, anonymement toutefois, un pamphlet sur la formation des églises, qui étudie « la compétence des fidèles de nos jours à former des Églises » (p. 3). Pour Darby, les croyants peuvent être réunis au nom de Jésus, mais ils ne peuvent pas s'organiser en église et prétendre être l'église de Dieu. Plusieurs des pasteurs des églises du canton voient ce pamphlet d'un mauvais œil. Auguste Rochat, pasteur à Bière et à Rolle, est le premier à répondre, quelques semaines plus tard, mais le point de tension principal entre Darby et les pasteurs est sans doute au sujet du sacerdoce universel. En effet, Darby invite les pasteurs à renoncer à leurs titres et à laisser la libre expression des dons et des ministères dans l'église. Pour lui, « qui a le droit de fermer la bouche à celui auquel Dieu l’a ouverte par le St-Esprit ? Si la capacité de prêcher existe, ce serait en vérité non-seulement dommage d’en arrêter l’exercice, mais encore, et nécessairement, éteindre et contrister l’Esprit du Seigneur ».
En septembre 1842, une rencontre est organisée avec Darby par les pasteurs pour examiner ses positions, mais elle n'aboutit qu'à plus de dissensions,. Darby admet dans une de ces lettres que son ministère en Suisse a créé quelques commotions. Pour Darby, les « anciens ministres, mis de côté par ce nouveau réveil », s'opposent à lui par jalousie. Pour les pasteurs, Darby a un plan: « attirer à lui les meilleures forces du réveil religieux... et les grouper... en assemblées absolument libres qui n’eussent que lui pour centre ». Quoi qu'il en soit, un schisme a lieu dans l'église de Bourg-de-Four et une soixantaine de membres font sécession. Plusieurs croyants se rangent aux principes exposés par Darby et des petits rassemblements apparaissent en Suisse et en France. Ses opposants commencent à parler de réunions Darbystes. Toutefois, à ce moment, ces nouveaux rassemblements ne sont pas exclusifs. Au contraire, Darby se réjouit volontiers de l'association de Nationaux et de Dissidents pour rompre le pain ensemble, comme c'est le cas à Vevey.

### Affaire de Plymouth et de Bethesda: 1845-1848

#### Contexte
En l'absence de Darby, à Plymouth, l'assemblée a considérablement crû. Elle est devenue l'assemblée la plus prospère de tout le mouvement. Vers 1840, les Frères ont dû déménager de la petite chapelle de Raleigh Street pour un nouveau local dans Ebrington Street, pouvant accueillir plus de 800 personnes,. Newton (en) continue à y prêcher très régulièrement et il en est la figure principale. Il est reconnu pour ces qualités d'orateurs et sa connaissance de la Parole. Dans le même temps, des tensions sont apparues entre Newton et Darby. Les deux hommes, qui ont tous les deux un grand intérêt pour les prophéties bibliques non réalisés, ne sont pas d'accord quant au moment de l'enlèvement de l'Église. Darby comprend de la première épître aux Thessaloniciens que l'enlèvement aura lieu de façon soudaine et imprévisible. Au contraire, Newton pense que le Sermon de Jésus dans Matthieu 24 présente des événements annonciateurs du prochain retour de Christ. Cette controverse entre les deux hommes n'est pas nouvelle, et on peut la retrouver dès la conférence de Powerscourt de 1833 mais les deux hommes ne s'étaient alors pas confrontés publiquement.
Vers 1840, pendant que Darby prêche en Suisse l'enlèvement secret de l'Église, Newton fait circuler des lettres en Angleterre et ailleurs, dans lesquelles il explique pourquoi il pense que des événements précéderont le retour de Christ,. Darby lui écrit qu'il aurait souhaité que ses opinions ne circulent jamais, et que « son amour pour la première place a toujours été sa faiblesse », sans toutefois lui démontrer en quoi il a tort sur le fond. Dans sa réponse, Newton lui fait comprendre qu'il ne s'inclinera pas, parce qu'il croit que c'est Darby qui se trompe. C'est le début d'un conflit de plus en plus ouvert, qui aboutira à la scission du mouvement.

#### Conflit entre Darby et Newton à Plymouth
En 1844, Newton publie une interprétation de l'Apocalypse où il confirme ses positions quant au moment du retour de Christ. Pendant ce temps, une révolution éclate à Genève et Darby doit fuir car sa vie est en danger. Darby se rend directement à Plymouth et s'oppose à Newton partout où il prêche. Newton et Darby échangent plusieurs lettres, dans lesquels Newton demande à Darby: « Mais qu'est-ce que tu as contre moi ? ». En Avril 1845, Darby accuse Newton devant plusieurs frères de sectarisme et de cléricalisme. Dans le même temps, Darby commence à publier, chapitre par chapitre, une réponse au livre de Newton duquel il critique les moindres détails. L'ouvrage est finalement publié en un seul volume en Août. Le titre, « Un examen des déclarations faites dans les Pensées sur l'Apocalypse, par B. W. Newton, et une enquête pour savoir dans quelle mesure elles s'accordent avec l’Écriture », fait explicitement mention de Newton. S'il y avait eu auparavant de nombreux débats d'idées dans les assemblées de Frères (on en trouve notamment dans le Christian Witness), c'est la première fois qu'un Frère attaque publiquement un autre en le nommant. Par la même occasion, « Cher Benjamin » est devenu « Monsieur Newton ». À l'avenir, la distance entre les deux hommes ne fera que grandir. Au delà des idées, Darby s'oppose à Newton.
Entre avril 1845 et août 1845, Darby accuse également Newton dans ses prédications, devant les frères principaux, et dans ses écrits, presque chaque semaine. Les accusations portent sur la doctrine dans les écrits, sur son supposé sectarisme devant les frères, et également sur son caractère ou son tempérament. Darby reproche à Newton de ne pas être venu aux conférences en Irlande, mais d'avoir organisé sa propre conférence à Plymouth. Darby se plaint que Newton s'accapare le Christian Witness (en fait, Darby y publie plus régulièrement que Newton). Darby accuse également Newton de s'être mal conduit envers plusieurs frères. Quand Newton lui demande de déclarer avec qui et dans quelles circonstances, Darby ne répond pas.
Ces événements ont assez peu de conséquences à Plymouth. En Août, Newton continue de bénéficier d'un large soutien des frères et sœurs de Plymouth, et il engage des actions qui réduisent l'influence de Darby dans l'assemblée. En particulier, en 1845, Newton a œuvré pour la fin des « réunions du vendredi ». La tension se cristallise finalement sur cette question. À la fin de l'été, Darby déclare qu'il n'exercera plus aucun ministère à Plymouth tant que les réunions du vendredi ne seront pas rétablies. Son ultimatum n'ayant pas d'effet, il s’exécute et est absent deux mois de Plymouth, mais le dimanche 26 octobre 1845, Darby se rend finalement à Ebrington Street pour le culte, se lève à la fin du service, déclare se séparer de l'assemblée, fond en larmes, et s'en va. Quelques semaines plus tard, une réunion spéciale est organisée à Ebrington Street pour permettre à Darby d'expliquer les raisons de sa séparation,. Darby allait avoir l'opportunité d'accuser Newton devant toute l'assemblée à Plymouth. Le 17 novembre, devant plusieurs centaines de frères et sœurs, Darby accuse Newton d'être un menteur et de ne pas être intègre. Pour preuve, il présente une brochure publiée par Newton pendant l'été, prétendant reproduire une lettre manuscrite que ce dernier avait écrite quelques années plus tôt, et dont il avait modifié la substance. Les principaux frères à Plymouth prennent ces nouvelles accusations très au sérieux, et décident de se réunir à nouveau pour tirer cette affaire au clair. Après enquête, une circulaire est publiée le 17 décembre, signée par plusieurs des frères de Plymouth, statuant que Newton « est entièrement innocent des accusations qui ont été portées contre lui ». Les frères ne lui ayant pas donné raison, Darby conclut donc qu'ils sont devenus incapables de discerner le mal, et ce qu'il se passe à Ebrington Street est « le travail direct de Satan». Le dimanche 28 décembre 1845, avec le concours de Wigram, Darby commence un nouveau rassemblement pour rompre le pain à Plymouth, avec ceux qui voudront le suivre, dans la petite chapelle de Raleigh Street. C'est le premier schisme majeur des Frères de Plymouth.
En 1846 et 1847, il y a deux assemblées des frères à Plymouth : celle de Newton sur Ebrington Street et celle de Darby sur Raleigh Street. Plusieurs frères sont critiques vis-à-vis de Darby : les accusations portées contre Newton ne sont pas suffisamment sérieuses pour justifier sa séparation, et encore moins de commencer à rompre le pain de son propre chef ailleurs dans Plymouth,. Darby tente de défendre sa démarche en publiant son Récit des faits expliquant sa séparation d'avec la congrégation d'Ebrington Street, un ouvrage de 80 pages où il réitère tout ce qu'il reproche à Plymouth en général et à Newton en particulier, depuis le début des années 1830, jusqu'à leur séparation. Finalement, en 1847, une nouvelle accusation portera un dénouement définitif à l'affaire de Plymouth. Harris, un ami de Darby, accuse Newton d'avoir porté atteinte à la nature de Christ dans une de ses conférences en 1846,. Rapidement, Darby lui emboîte le pas, et accuse maintenant Newton d'hérésie dans un nouvel ouvrage publié la même année. Devant ces nouvelles accusations, la plupart des soutiens de Newton se détournent finalement de lui. Newton finit par quitter l'assemblée et déménage loin de Plymouth.

#### Affaire de Béthesda: séparation entre frères «larges» et frères «exclusifs»
Après trois années d'une violente controverse, la plupart des frères sont d'avis que Newton défendait des doctrines hérétiques quant à la personne de Christ, mais une question reste à résoudre: comment traiter les frères et sœurs qui ont continué à se réunir avec Newton entre 1845 et 1847 ? Le cas se présente quand un frère d'Ebrington Street se trouvant en voyage à Bristol est reçu dans la chapelle de Béthesda pour la fraction du pain. Pour les croyants de Béthesda, ce dernier peut être reçu en tant que disciple de Christ, selon le principe des frères. Il n'y a pas lieu de l'exclure s'il n'a pas lui-même diffusé ou soutenu la doctrine hérétique de Newton (c'est la position large). Au contraire, pour Darby, ce frère, en rompant le pain à Ebrington Street, s'est associé au mal qui s'y trouvait et doit donc être exclu pour cela (c'est la position exclusive).

### Après 1848: Darby, leader du courant exclusif

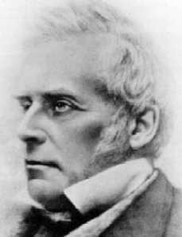
John Nelson Darby, après 1870.

Il meurt en 1882 et est enterré à Bournemouth, dans le Dorset en Angleterre. Durant sa vie, Darby est passé d'une position de prêtre de l'Église anglicane à une conception révolutionnaire des institutions ecclésiales : pour lui, nul besoin d'une organisation pour se réunir entre chrétiens, nul besoin de l'ordination (chaque croyant est fait prêtre, sans aucune ordination) ; il conclut même que la notion de clergé est un affront fait à Jésus-Christ.

## Darby et le dispensationalisme
Darby est à l'origine de la systémisation et de la diffusion de la méthode de lecture de la Bible appelée « dispensationalisme », qui distingue des grandes époques dans la révélation progressive de Dieu. Il affirme qu'après l'époque actuelle de la grâce viendra celle du royaume dans laquelle le Christ reviendra sur terre avec une série d'événements avant-coureurs (enlèvement de l'Église, guerre, apparition d'un nouvel ordre politique et économique mondial, arrivée de l'Antéchrist, bataille d'Armageddon), et établira un règne de paix pendant mille ans, avant que ne vienne le jugement dernier.
Cette méthode de lecture a été reprise et popularisée par Cyrus Scofield (1843-1921), à travers son édition annotée de la Bible (en), publiée une première fois en 1909 par Oxford University Press, et diffusée depuis en plusieurs millions d'exemplaires.

## Traduction de la Bible et écriture
Darby qui connaît six langues (hébreu, grec ancien, anglais, français, allemand et italien), traduit la Bible, directement à partir des textes hébreu et grec, en trois langues: anglais, allemand et français. En 1859, il publie Le Nouveau Testament en français.
Cette traduction est titrée « Version Nouvelle » parce qu'elle ne se base pas, contrairement aux traductions précédentes de la Bible, sur le « Texte Reçu » des Elzévir de Hollande, mais sur les travaux critiques qui ont eu lieu au cours du XIXe siècle, en particulier ceux de Griesbach, Scholz (en), Tischendorf ou Lachmann.
Cette traduction a pour particularité d'être très littérale, de vouloir avant tout respecter le texte, en sacrifiant au besoin l'élégance du style, voire la clarté du texte traduit.
La traduction complète de la Bible est publiée en 1885, trois ans après la mort de Darby. Cyrus Ingerson Scofield (1843-1921) s'inspira de la Bible Darby pour la Bible annotée par lui-même et qui est aujourd'hui la Bible commentée de référence aux États-Unis. Darby rédige aussi un synopsis de la Bible, de nombreux commentaires bibliques, et des traités doctrinaux.

## Œuvres
- L’Attente Actuelle de l’Église, Genève & Paris, Kauffman & Delay, 1840, 231 p. (lire sur Wikisource)
- La Résurrection, vérité fondamentale de l’Évangile., Genève, Kaufmann, 1841, 31 p. (lire sur Wikisource)
- Sur l’Apostasie de l’Économie Actuelle, Lausanne & Genève, Ducloux & Kaufmann, 1840, 24 p. (lire sur Wikisource)
- Sur la Formation des Églises, Lausanne, Ducloux, 1841, 29 p. (lire sur Wikisource)
- Liberté de prêcher Jésus, possédée par tout chrétien, Lyon, Perrin, 1841, 34 p. (lire sur Wikisource)
- La promesse du Seigneur, Pontarlier, Laithier, 1841, 22 p. (lire sur Wikisource)
- De la Présence et de l’Action du Saint-Esprit dans l’Église, Valence, Aurel, 1844, 180 p. (lire sur Wikisource)
- Les sympathies de Jésus et son isolement au milieu des hommes, Genève, Kaufmann, 1849, 31 p. (lire sur Wikisource)
- Vues Scripturaires sur la Question des Anciens, Genève, Kaufmann, 1849, 70 p. (lire sur Wikisource)
- L’Église selon la Parole, Montpellier, Bokhm, 1850, 67 p. (lire sur Wikisource)
- Le Culte selon la Parole, Paris, Genève & Montpellier, Cherbuliez, Kauffmann & Boehm, 1851, 71 p. (lire sur Wikisource)
- Les souffrances de Christ, Pau, Lauga, 1859, 18 p. (lire sur Wikisource)
- Les richesses incompréhensibles de Christ, Vevey, Guignard, 1860, 23 p. (lire sur Wikisource)